# Герб Милькова
Герб Мильковского сельского поселения Мильковского района Камчатского края Российской Федерации. Административным центром Мильковского сельского поселения является село Мильково.

## Описание герба и его символики
Герб села Мильково представляет собой четырёхугольный с закруглёнными нижними углами и заострённый в оконечности четырёхцветный геральдический щит с изображением развёрнутого вправо от зрителя медведем, ловящим рыбу в реке.
Основные 4 цвета герба:
Белый - символизирует мир, чистоту, совершенство. Свидетельствует о красоте, мягкости и теплоте человеческих отношений.
Лазурь (голубой, синий) - символизирует величие, мягкость, красоту, веру и верность, постоянство. Говорит также об обширных водных просторах поймы реки Камчатки.
Зелёный - надежда, обновление, молодость.
Красный (червлёный) - символизирует энергию, силу, кровь, пролитую за Отечество.
Фигуры, изображённые на эмблеме, символизируют следующее:
Зубчатое деление щита отражает горный рельеф территории района. 
Зелёное поле шита, отображает лесные богатства района и принадлежность района к сельскому хозяйству.
Медведь в гербе является наиболее важной фигурой, и его символика имеет несколько значений. 
- Медведь – наш страж и защитник, с незапамятных времён являющийся символом, олицетворяющим Россию. 
- Медведь считается символом силы и могущества. Хозяина лесов почитают здесь за силу и ловкость, за мудрость и смелость, о нём слагались сказки и легенды. Таким образом, в гербе отражена национальная специфика. 
- Медведь – символ предусмотрительности, страж и хранитель древнейшей истории наших героических предков, из которых и вышли первые русские землепроходцы. 
- Медведь это символ богатства животного мира района. 
- Медвежья символика моментально ассоциируется с российским Дальним Востоком. В данном случае медведь является указателем на географическое месторасположение района.
Герб в Государственный геральдический регистр Российской Федерации не внесён.
Описание герба и его символики требует геральдической доработки.
В отдельных источниках встречается информация, что герб села Мильково является также гербом Мильковского муниципального района, но это официально не подтверждено.
В 2009 году Советом народных депутатов Мильковского муниципального района был утверждён эскиз герба района с изображение лося. 
На официальном сайте Мильковского муниципального района, по состоянию на 2012 год,  представлен герб села Мильково. 